# Aphrosylus raptor
Aphrosylus raptor är en tvåvingeart som beskrevs av Alexander Henry Haliday 1851. Aphrosylus raptor ingår i släktet Aphrosylus och familjen styltflugor. Inga underarter finns listade i Catalogue of Life.